# Dadadahalli, Mysore
Dadadahalli là một làng thuộc tehsil Mysore, huyện Mysore, bang Karnataka, Ấn Độ.